# Norsk Retstidende
Norsk Retstidende er et juridisk tidsskrift som i dag udgives af Den Norske Advokatforening og som indeholder de fleste domme fra Norges Høyesterett og Høyesteretts ankeudvalg.

## Historie
Norsk Retstidende – med undertitlen "redigeret af Advokaterne ved Norges Høiesteret" – udkom for første gang i 1836. Tidsskriftet blev redigeret af de faste advokater ved Høyesterett til og med 1843-årgangen. Senere fik det andre undertitler og blev redigeret af forskellige højesteretsdommere. Fra og med 1870 blev det slået sammen med Ugeblad for Lovkyndighed som Den Norske Sagførerforening havde udgivet siden 1861, og derefter fik Retstidende undertitlen "Ugeblad for Lovkyndighed, Statistik og Statsøkonomi". Denne undertitel blev bibeholdt frem til og med 1908-årgangen. Tidsskriftet indeholdt først og fremmest de vigtigste domme fra Høyesterett, men også juridiske artikler og eksamensopgaver og karakterer ved den juridiske embedseksamen. Dets styrke helt fra den gang var at det ikke bare indeholdt et referat af Høyesteretts afgørelser, men også et redaktionelt koncentrat af afgørelserne. Det blev også lavet årsregistre hvor disse koncentrater var kategoriseret sådan at brugerne hurtigt kunne skaffe sig et overblik over afgørelser på bestemte retsområder, og hvert femte år blev årsregistrene slået sammen til et register som udgaves som egen bog.
Helt frem til og med 1908 var Retstidende sat med gotisk skrift og kan derfor være tungt at læse i dag. Fra og med 1. januar 1908 overtog Den norske Advokat- og Sagførerforening udgivelsen og året efter blev undertitlen fjernet samtidig med at man gik bort fra den gotiske skrifttype. Men navnet er ikke ændret – det skrives fortsat med 1800-tallets retskrivning og titelbladet har gotisk skrift.
Siden 1900-tallet havde Retstidende mange juridiske artikler udover retsafgørelser og i perioder har det også vært trykt lagmannsrettsdomme (særligt i landssvigersager efter krigen) og vigtige voldgiftsdomme (for eksempel den kendte Vedbolagdom i Rt. 1951 side 371).

## DagensRetstidende
I dag er tidsskriftet en rendyrket domssamling uden artikler eller eksamenskarakterer – sidste faldt bort i 1970. I Retstidende finder man de fleste domme og kendelser fra Høyesterett og Høyesteretts ankeudvalg. Retstidende udkommer med mellem 25 og 30 hæfter årligt og har et omfang på mellem 1500 og 2000 tryksider pr. årgang. Igennem årene er har en række advokater været tidsskriftets redaktører, men fra 2001 har det været tidligere fakultetsbibliotekar ved Det juridiske fakultet ved Universitetet i Oslo Pål A. Bertnes.
Selv om Lovdata i dag i stor grad har overtaget Retstidendes rolle som kilde for afgørelser fra Høyesterett, bruges henvisning til års- og sidetal i Retstidende fortsat til at identificere en afgørelse, for eksempel "jf. Rt. 1975 s. 220". Med dette menes at dommen er trykt i 1975-årgangen på side 220. Mange domme har i praksis også fået et «kaldenavn» og ikke sjældent sættes dette i parentes etter henvisningen til Retstidende, for eksempel "jf. Rt. 1975 s. 220 (husmordommen)". Sådanne kaldenavn er uofficielle og de findes ikke i Retstidende, men de gør det lettere for jurister at huske dommen.